# Theodor Butterfaß
Theodor Gustav Butterfaß (* 28. Juni 1926 in Ulm; † 12. Mai 2015 in Frankfurt/Main) war ein deutscher Botaniker und Hochschullehrer.

## Leben
Theodor Butterfaß war ein Sohn des Buchhändlers Gustav Butterfaß und seiner Ehefrau Martha, geb. Groß. Er besuchte die Grund- und die Mittelschule und wechselte im Jahr 1943 an die Kepler-Oberschule. Nachdem er bereits 1943 Luftwaffenhelfer geworden war, wurde er im darauffolgenden Frühjahr zur Wehrmacht eingezogen. Er geriet in Kriegsgefangenschaft, aus der er im Oktober 1945 entlassen wurde. Danach setzte er seine Schullaufbahn fort und legte 1946 das Abitur ab. Danach absolvierte er eine Ausbildung zum Bau- und Möbelschreiner, die er 1948 mit der Gesellenprüfung abschloss. Er war dann zunächst in der Industrie tätig, ehe er im Wintersemester 1949/50 ein naturwissenschaftliches Studium an der TH Stuttgart begann. Von 1952 bis 1953 arbeitete er als Studentische Hilfskraft im Botanischen Institut, dessen Sammlungsmaterial im Krieg zu einem großen Teil verlorengegangen war und neu zusammengetragen werden musste. Butterfaß wechselte dann nach Münster, wo er bei Siegfried Strugger mit einer Dissertation zum Wasserhaushalt der Pflanzen begann. Mit der Arbeit Vorarbeiten zur Topographie der Aufnahme tropfbaren Wassers durch oberirdische Pflanzenorgane promovierte er am 20. Februar 1956 in Münster. Teile der Dissertation erschienen im selben Jahr in der Zeitschrift Protoplasma.
Theodor Butterfaß arbeitete ab 1957 am Max-Planck-Institut für Pflanzengenetik in Ladenburg und beschäftigte sich dort vor allem mit der Genetik und Zellbiologie von Plastiden, seine Modellpflanze war insbesondere die Zuckerrübe. 1959 heiratete er Lotte Schumacher, mit der er fünf Kinder bekam.
1964 habilitierte Butterfaß sich in Heidelberg. 1970 veröffentlichte er Wachstums- und Entwicklungsphysiologie der Pflanze. Eine Einführung; das Buch wurde 1973 auch in einer niederländischen Fassung publiziert. Ab 1973 hatte Butterfaß einen Lehrstuhl an der Goethe-Universität Frankfurt am Main inne. Er forschte weiterhin insbesondere zu den Chloroplasten und hielt u. a. Vorlesungen zur Einführung in die Statistik für Biologen. 1991 wurde er emeritiert. Im Ruhestand beteiligte er sich an der Zusammenstellung eines Führers durch den Botanischen Garten der Universität Frankfurt, der 2005 erschien und 2008 seine zweite Auflage erlebte. Auf Butterfaß gehen insbesondere die Abschnitte zu den Kulturpflanzen und Arzneipflanzen zurück.
Seinen wissenschaftlichen Nachlass übergaben die Erben an die Universitätsbibliothek J.C. Senckenberg.

## Schriften
- Wachstums- und Entwicklungsphysiologie der Pflanze. Eine Einführung. Quelle & Meyer, Heidelberg, 1970, ISBN 3-494-00648-2.
- Liebhaberbotaniker deutscher Sprache. In: Berichte der Bayerischen Botanischen Gesellschaft, 58, 1987 S. 23–43 Digitalisat; in englischer Sprache als: Self-Taught Botanists of German Tongue. In: Berichte der Deutschen Botanischen Gesellschaft, 100, 1987, S. 347–371.